# Langues kam-taï
Les langues kam-taï, sont un groupe de langues de la famille taï-kadaï, parlées en Chine, en Thaïlande, au Laos et au Viêt Nam.

## Classification interne des langues kam-taï
Les langues kam-taï regroupent les langues kam-sui, les langues taï, le lakkja, le biao, le jizhao et le be :
- langues kam-taï
  - langues kam-taï du Nord ?
    - langues kam-sui
      - kam
      - kam du Nord
      - sui
      - maonan
      - mulam
      - mak
      - aï-cham
      - then
      - chadong
      - cao miao

    - langues lakkja-biao ?
      - lakkja
      - biao

  - langues be-taï ?
    - langues be-jizhao ?
      - be
      - jizhao

    - langues taï
      - langues taï du Nord
        - langues zhuang du nord
          - guibian
          - liujiang
          - qiubei
          - guibei
          - youjiang
          - hongshuihe central
          - hongshuihe oriental
          - liuqian
          - yongbei
          - lianshan

        - bouyei
        - saek
        - yoy

      - langues taï du Sud ?
        - langues taï centrales
          - tày
          - nung
          - cao lan
          - tsʻün-lao
          - langues zhuang du sud
            - nong zhuang
            - dai zhuang
            - minz zhuang
            - yang zhuang
            - pyang zhuang
            - myang zhuang

        - langues taï du Sud-Ouest
          - langues chiang saen
            - thaï
            - taï dam
            - thaï du nord
            - taï lü
            - phuan
            - thai song
            - tay dón
            - taï daeng
            - taï meuay
            - tay tac
            - thu lao

          - langues lao-phuthaï
            - lao
            - isan
            - phu thaï
            - nyaw

          - langues taï du nord-ouest
            - shan
            - taï ya
            - taï nüa
            - taï long
            - taï hongjin
            - khamti
            - taï laing
            - phake
            - aiton
            - khamyang
            - ahom †
            - turung †

          - thaï du sud
          - sapa
          - pa di
          - taï muong vat
          - tay thanh
          - taï khang
          - yong
          - kuan